# Oligosoma grande
Oligosoma grande är en ödleart som beskrevs av  Gray 1845. Oligosoma grande ingår i släktet Oligosoma och familjen skinkar. IUCN kategoriserar arten globalt som starkt hotad. Inga underarter finns listade i Catalogue of Life.